# Телефонска централа
Телефонска централа је систем (и уређај) који повезује путем бакарних парица (каблова) претплатнике фиксне телефоније на одређеном географском подручју, омогућујући њихову међусобну а и комуникацију ван њиховог географског подручја. Телефонске централе су настале као последица чињенице да је постало непрактично да једна телефонска линија повезује само две особе јер људи нису желели бити ограничени на комуникацију само са једном особом. Прве телефонске централе су биле ручне, по подизању слушалице јавља би вам се телефонисткиња којој би саопштили број телефона кога желите да добијете и она би вас преусмеравала на њега; у случају међумесног позива телефонисткиња би преусмеравала позиваоца на телефонисткињу у одредишној централи. Просечно време за успостављање међумесног позива 1918. је било 15 минута. 1950-их година почиње употреба аутоматизованих аналогних електромеханичких централа, 1970-их почиње примена дигиталних централа оне су омогућавале индентификацију позиваоца, листинг, тонско бирање, говорна пошта, брзо бирање итд.
Данас се централе деле на две групе:
- Крајња централа или месна
- Тандем или међумесна — повезују све централе једне мрежне групе и повезује их са другим мрежним групама. Оне се такође деле по функцији у телефонској мрежи на: чворне, главне, транзитне и међунраодне.

Произвођачи телефонских централа са највећим уделом тржишта:
- Ericsson
- Alcatel-Lucent
- Siemens EWSD
- GTD
- Huawei SoftX3000

## Занимиљивости
- Напон на телефонској парици је 60V DC (стандард у Европи је 48V) али је струја изузетно мале снаге, када се подигне телефонска слушалица напон пада на 7V DC.